# Cladiella steineri
Cladiella steineri is een zachte koraalsoort uit de familie Alcyoniidae. De koraalsoort komt uit het geslacht Cladiella. Cladiella steineri werd in 1982 voor het eerst wetenschappelijk beschreven door Verseveldt. 